# 弧 (幾何学)

平面における弧の一例

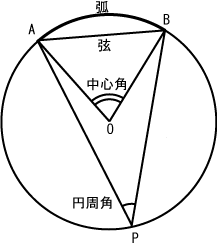
円周の一部分を円弧または単に弧という

幾何学における弧（こ、arc）とは、大まかには曲線のつながった一部分のことであるが、より抽象的な概念に一般化される。初等幾何学においては円周の弧を指すことが多く、そのことを明確にしたい場合には円弧と呼ぶ。
元々、日本語としての「弧」は、木の弓またはその形状を意味する。

## 定義
位相空間論における弧とは、閉区間 [a, b] から位相空間 X への連続写像 γ、もしくはその像のことである。弧状連結の概念を定義する際に現れ、その文脈では道（みち、path）と呼ばれることも多い。
定義において、閉区間を単位区間 [0, 1] に限る場合もあるが、どちらの定義も同等であることが直ちに従う。X として3次元ユークリッド空間 R3 を取れば、その場合の弧とは、空間曲線の連結な一部分であり、日常的な語の意味に近くなる。さらに、γ として全単射であることを要請することが多く、その場合の弧は、「自己交叉を持たず、閉でもなく、始点と終点を持つ曲線」である。
現実世界における具体例として、地球の大圏（あるいは大楕円）の一部は、大圏コースと呼ばれる。

## 円弧

円弧の長さ L は半径と中心角より求まる

上記の定義の特別な場合として円弧を得るには、全単射連続写像 γ : [0, 1] → R2 として
{\displaystyle \gamma (t)=(r\cos(\alpha (1-t)+\beta t),\,r\sin(\alpha (1-t)+\beta t))\,}
を考えればよい。ここに、r (r > 0) は円の半径、α, β (α < β) は始点および終点の偏角であって、中心角は β − α となる。
半径 r、中心角 θ の円弧の長さ L は
{\displaystyle L=r\theta \,}
で与えられる。ただし、角の大きさは弧度法で与えているものとしている。度数法によって、α 度と与えられているならば、θ と α は
{\displaystyle \theta ={\frac {\alpha }{180}}\pi }
の関係にあるため、
{\displaystyle L={\frac {\pi r\alpha }{180}}}
となる。